# Salvia deserta
Salvia deserta là một loài thực vật có hoa trong họ Hoa môi. Loài này được Schangin miêu tả khoa học đầu tiên năm 1824.